# ماریان ایوان
ماریان ایوان (رومانیایی: Marian Ivan؛ زادهٔ ۱ ژوئن ۱۹۶۹) بازیکن فوتبال اهل رومانی بود.
از باشگاه‌هایی که در آن بازی کرده‌است می‌توان به باشگاه فوتبال آریس سالونیک، باشگاه فوتبال دینامو بخارست، باشگاه فوتبال استوا بخارست، باشگاه فوتبال لویانگ لونگمن، و باشگاه فوتبال پانیونیوس اشاره کرد.
وی همچنین در تیم ملی فوتبال رومانی بازی کرده‌است.